# Umberto IV da Pirovano
Umberto IV da Settala o Uberto IV Pirovano (Milano, XII secolo – Milano, 13 marzo 1211) è stato un cardinale italiano.

## Biografia
Umberto IV, detto il Catalano, era nato da una nobile famiglia patrizia milanese originaria della Brianza.
Divenuto canonico a Monza, quindi suddiacono del Papa, nel maggio 1206 era stato nominato Cardinale diacono di Sant'Angelo in Pescheria. In gioventù aveva studiato a Parigi e godeva di una certa fama nel campo degli studi teologici.
Nel novembre del 1206, l'arcivescovo di Milano Filippo I da Lampugnano rinunciò e al proprio mandato e al suo posto venne nominato Uberto da Pirovano, che però si insedierà solo l'11 aprile 1207 alla morte di Filippo.
Innocenzo III ingiunse successivamente all'Arcivescovo di restituire alla congregazione dei Poveri Cattolici, staccati dall'eresia di Pietro Valdo (perciò valdesi), una casa a Porta Orientale, sequestrata dal precedente arcivescovo Filippo I da Lampugnano per motivi di schieramento politico. I Poveri Cattolici, infatti, si erano scontrati più volte con l'autorità ecclesiastica milanese, in quanto intrattenevano relazioni con la Credenza di Sant'Ambrogio, fazione popolare al consiglio comunale di Milano. Questa casa si trovava presso l'attuale chiesa di San Celestino, in via Senato a Milano.
Morì a Milano il 13 marzo 1211.